# Parque Nacional de Noel Kempff Mercado
O Parque Nacional de Noel Kempff Mercado é um parque localizado no departamento de Santa Cruz, Bolívia, junto à fronteira com o Brasil. Foi criado com o nome de "Parque Nacional Huanchaca", mas foi mudado para o actual nome em honra ao Prof. Noel Kempff Mercado, pela sua pesquisa e descobertas no parque. 
Foi declarado Património Mundial da UNESCO em 2000.

## Descrição
O Parque estende-se por 15.234 km² numa das áreas com maior biodiversidade no mundo. O Parque tem fauna e flora muito variadas. No parque existem aproximadamente 400 espécies de plantas vasculares, 130 espécies de mamíferos, 620 espécies de aves, e 70 espécies de répteis.